# Xiao Jiangang
Xiao Jiangang (en chino: 肖建刚; Lingui, 12 de noviembre de 1972) es un deportista chino que compitió en halterofilia.
Participó en los Juegos Olímpicos de Atlanta 1996, obteniendo una medalla de bronce en la categoría de 64 kg. Ganó una medalla de oro en el Campeonato Mundial de Halterofilia de 1997, en la misma categoría.

## Palmarés internacional
| Juegos Olímpicos   | Juegos Olímpicos         | Juegos Olímpicos  | Juegos Olímpicos |
| Año                | Lugar                    | Medalla           | Categoría        |
| ------------------ | ------------------------ | ----------------- | ---------------- |
| 1996               | Atlanta (Estados Unidos) | Medalla de bronce | 64 kg            |
| Campeonato Mundial |                          |                   |                  |
| Año                | Lugar                    | Medalla           | Categoría        |
| 1997               | Chiang Mai (Tailandia)   | Medalla de oro    | 64 kg            |